# Воложенка
Воло́женка (бел. Вало́жанка) — деревня в составе Антоновского сельсовета Чаусского района Могилёвской области Белоруссии. Расположена в 8 км от города Чаусы, в 43 км от Могилёва, в 5 км от железнодорожной станции Чаусы. Население — 13 человек (на 1 января 2019 года).

## Население
- 2007 год — 30 человек;
- 2009 год — 28 человек;
- 2019 год — 13 человек.